# 中華民國109年全民運動會龍獅運動比賽
中華民國109年全民運動會龍獅運動比賽為男女混合組，共產生十六面金牌
，賽事於109年10月18日至10月22日在花蓮縣花蓮市明義國民小學美崙校區體育館舉行。

在全民運動會籌備會、中華舞龍舞獅運動總會指導下，由中華舞龍舞獅運動總會負責龍獅運動競賽各項技術工作。

## 比賽指導單位
中華舞龍舞獅運動總會

## 競賽資訊[a 1]

### 大會日期
中華民國 109 年 10 月 17 日（星期六）至 22 日（ 星期四）。

### 比賽日程
109 年 10 月 10 月 18 日（星期日）至 10 月 22 日（ 星期四） 計 5 天。

### 比賽場地
花蓮縣花蓮市明義國民小學（ 花蓮縣花蓮市明義街 107 號）。

### 比賽項目
| 項目                                          |
| --------------------------------------------- |
| （一） 舞龍：自選、規定、夜光龍、競速、障礙。 |
| （二） 南獅：自選、規定、傳統、競速、障礙。   |
| （三） 北獅：自選、規定、競速、障礙。         |
| （四） 臺灣獅。                               |
| （五） 客家獅。                               |

### 比賽時程
| 日程     | 上午              | 下午                 | 晚間     |
| -------- | ----------------- | -------------------- | -------- |
| 日程     | 上午              | 下午                 | 晚間     |
| 10月18日 | 套路檢查          | 規定舞龍<同>障礙北獅 | 客家獅   |
| 10月19日 | 規定北獅 障礙舞龍 | 台灣獅               | 夜光龍   |
| 10月20日 | 競速舞龍 競速北獅 | 自選北獅 競速南獅    | 自選南獅 |
| 10月21日 | 規定南獅          | 傳統南獅             | 自選舞龍 |
| 10月22日 | 障礙南獅          | -                    | -        |

## 裁判名單[a 1]
| 職務         | 姓名                                                           |
| ------------ | -------------------------------------------------------------- |
| 審判主任委員 | 吳騰達                                                         |
| 審判委員     | 李旻修、呂松吉、蔡宗信、徐斌晃                                 |
| 裁 判 長     | 裴俊強                                                         |
| 副裁判長     | 洪文定、吳培協、念裕祥                                         |
| 裁 判        | 吳國暉、吳登興、陳美瑜、黃玉萍、林鈺萍、蘇春和、莊秋香、林坤宏 |
| 裁 判        | 吳登亮、柯俊良、彭美雅、廖榮滄、鄭雁文、徐瑞鴻、顏大鎰、張茗昱 |
| 裁 判        | 林文彥、莊有瑋、陳冠呈、陳盈甄、梁詒婷、吳哲宇、劉炤輝、林淵朝 |
| 裁 判        | 林嘉烽、張永為、張再宏、陳柏嘉、鍾享文、魏昇烽、洪于傑、蔡有朋 |

## 決賽成績列表[a 2]
| 序  | 單位   | 比賽項目                   | 姓名 | 成績      | 備註     | 名次 | 組別   | 種類     | 日期     |
| 1   | 嘉義縣 | 混合組龍獅運動客家獅       | 葉兆翔 何釧瑀 蔡宗甫 劉芷昀 王喻藝 王喻賢 許閎哲 陳柏翰 劉至相                                                    | 8.95      |          | 1    | 混合組 | 龍獅運動 | 10月18日 |
| 2   | 臺北市 | 混合組龍獅運動客家獅       | 劉彥俊 李承浩 劉崴岳 徐子翔 張高生 洪于婷 林均安 吳巧玲 楊志賢 劉彥佑                                             | 8.93      |          | 2    | 混合組 | 龍獅運動 | 10月18日 |
| 3   | 新竹市 | 混合組龍獅運動客家獅       | 郭文晟 施浩睿 張乃元 陳瑋承 詹易宸 彭婷瑄 莫華馨 陳宥妮 吳亞霓 黃銥玲                                             | 8.78      |          | 3    | 混合組 | 龍獅運動 | 10月18日 |
| 4   | 基隆市 | 混合組龍獅運動客家獅       | 林涵馥 林郁卿 林玉萱 詹志偉 陳育承 張俊緯 林汶駿 陳文華 林汶憶 廖晟恩                                             | 8.58      |          | 4    | 混合組 | 龍獅運動 | 10月18日 |
| 5   | 桃園市 | 混合組龍獅運動客家獅       | 簡士捷 鄧元銘 陳宥穎 黃文翰 粘瑞狄 陳勁甫 廖大偉 詹育儒 陳慶瑋 卓錦川                                             | 8.40      |          | 5    | 混合組 | 龍獅運動 | 10月18日 |
| 6   | 高雄市 | 混合組龍獅運動客家獅       | 曾悅庭 曾裕紘 黃浩哲 鍾博鈞 李欣怡 林華軒 劉奕昕 田蕓萁 傅佩珊 陳宥蓁                                             | 8.23      |          | 6    | 混合組 | 龍獅運動 | 10月18日 |
| 7   | 苗栗縣 | 混合組龍獅運動客家獅       | 宋瑋廷 梁柏鈞 林祐成 徐子軒 黃皓偉 詹冠哲 詹秉岳 詹凱勝 馬曉玫 王彥惟                                             | 8.13      |          | 7    | 混合組 | 龍獅運動 | 10月18日 |
| 8   | 臺中市 | 混合組龍獅運動客家獅       | 巫宗彥 羅兆渝 林昱成 曾展霆 洪廷瑋 阮敬翔 陳凱昡 張倢晞 林俊憲 巫菲菲                                             | 8.12      |          | 8    | 混合組 | 龍獅運動 | 10月18日 |
| 9   | 桃園市 | 混合組龍獅運動舞龍競速賽   | 吳鎮玗 蕭聖翰 洪荐軒 鄭仲傑 許家偉 劉字蕙 莊承勳 李少恩 謝旻帆 詹沛涵 劉竣豪 李唯琪 黎德志 李子瑋 黃宇頡 林泓溢   | 00:48.98  |          | 1    | 混合組 | 龍獅運動 | 10月18日 |
| 10  | 苗栗縣 | 混合組龍獅運動舞龍競速賽   | 徐立昇 梁柏鈞 胡秉盛 吳燕宗 宋瑋廷 詹偉廷 王彥惟 王美珍 胡鎮銘 劉凱文 李易奇 謝孟家 詹秉岳 詹冠哲 徐子軒 林祐成   | 00:56.45  |          | 2    | 混合組 | 龍獅運動 | 10月18日 |
| 11  | 基隆市 | 混合組龍獅運動舞龍競速賽   | 林郁卿 林汶駿 林少均 林涵馥 陳文華 林汶憶 陳育承 張日豪 張俊緯 林玉萱 鄭博瑋 王天慶 詹志偉 陳凱雲 榎木利誠 徐心緹 | 00:58.71  |          | 3    | 混合組 | 龍獅運動 | 10月18日 |
| 12  | 新北市 | 混合組龍獅運動舞龍競速賽   | 廖珮瑜 余巧梅 顏聖芬 陳定灝 陳奕勳 陳柏廷 李冠融 林柏緯 簡翌守 林煜恒 洪詠翔 吳冠樺 譚宇皓 陳竑志 余學婷 劉毓晴   | 01:02.32  |          | 4    | 混合組 | 龍獅運動 | 10月18日 |
| 13  | 臺北市 | 混合組龍獅運動舞龍競速賽   | 劉彥佑 蔡宗晉 卓順瑜 張鴻達 陳鑫營 劉俊佑 江呈孺 黃建智 蕭彥柏 謝金舟 王昇郁 羅振光 劉彥俊 劉崴岳 楊志賢 張高生   | 01:02.50  |          | 5    | 混合組 | 龍獅運動 | 10月18日 |
| 14  | 臺南市 | 混合組龍獅運動舞龍競速賽   | 黃嘉緯 林輊桀 許臣博 高松祺 林立晨 陳冠廷 葉世源 蘇冠霖 杜汶卿 黃敬倫 蘇政嘉 葉靜儀 蘇玟翰 杜承耘 杜承翰 黃嘉偉   | 01:02.63  |          | 6    | 混合組 | 龍獅運動 | 10月18日 |
| 15  | 臺中市 | 混合組龍獅運動舞龍競速賽   | 巫宗彥 林昱成 劉建志 張祐齊 許晨暘 薛建程 阮敬翔 洪宇哲 林俊憲 張洹維 江品融 黃翔榆 吳翊琳 程冠仁 蘇聖翔 巫菲菲   | 01:04.17  |          | 7    | 混合組 | 龍獅運動 | 10月18日 |
| 16  | 南投縣 | 混合組龍獅運動舞龍競速賽   | 林祐芯 白祐安 簡千莉 洪瑋佑 黃鴻哲 吳彬鉦 白杰恩 林耘輝 張聖煌 林宥安 蔡瀚陞 高晨軒 林祐琮 張心雅 王晶瑩 劉承嘉   | 01:06.33  |          | 8    | 混合組 | 龍獅運動 | 10月18日 |
| 17  | 臺北市 | 混合組龍獅運動北獅規定套路 | 江呈孺 王昇郁 陳鑫營 卓順瑜 蕭彥柏 黃建智 蔡宗晉 張鴻達 劉俊佑 謝金舟                                             | 9.07      |          | 1    | 混合組 | 龍獅運動 | 10月18日 |
| 18  | 桃園市 | 混合組龍獅運動北獅規定套路 | 洪荐軒 黃宇頡 陳子尉 林泓溢 莊羽潼 劉字蕙 謝旻帆 莊承勳 蕭聖翰 鄭仲傑                                             | 8.84      |          | 2    | 混合組 | 龍獅運動 | 10月18日 |
| 19  | 臺中市 | 混合組龍獅運動北獅規定套路 | 阮敬翔 陳凱昡 吳翊甄 林俊憲 梁文愷 陳孟潔 王瑋綾 林昱成 曾展霆 洪廷瑋                                             | 8.41      |          | 3    | 混合組 | 龍獅運動 | 10月18日 |
| 20  | 基隆市 | 混合組龍獅運動北獅規定套路 | 鄭博瑋 張日豪 王天慶 詹志偉 林少均 陳育承 張俊緯 林汶駿 陳文華 林汶憶                                             | 8.26      |          | 4    | 混合組 | 龍獅運動 | 10月18日 |
| 21  | 桃園市 | 混合組龍獅運動舞龍規定套路 | 吳鎮玗 蕭聖翰 洪荐軒 鄭仲傑 許家偉 劉字蕙 莊承勳 李少恩 謝旻帆 詹沛涵 劉竣豪 李唯琪 黎德志 李子瑋 黃宇頡 林泓溢   | 9.13      |          | 1    | 混合組 | 龍獅運動 | 10月19日 |
| 22  | 彰化縣 | 混合組龍獅運動舞龍規定套路 | 洪仁芳 洪建翟 董辰鴻 洪志昆 吳明修 林柏諭 陳振源 林建合 巫佐益 洪宏明 林靜沅 黃君祐 陳鼎翰 陳勝澤 謝彥凱 許瑋麟   | 9.12      |          | 2    | 混合組 | 龍獅運動 | 10月19日 |
| 23  | 苗栗縣 | 混合組龍獅運動舞龍規定套路 | 徐立昇 梁柏鈞 胡秉盛 吳燕宗 宋瑋廷 詹偉廷 王彥惟 王美珍 胡鎮銘 劉凱文 李易奇 謝孟家 詹秉岳 詹冠哲 徐子軒 林祐成   | 8.78      |          | 3    | 混合組 | 龍獅運動 | 10月19日 |
| 24  | 臺南市 | 混合組龍獅運動舞龍規定套路 | 黃嘉緯 林輊桀 許臣博 高松祺 林立晨 陳冠廷 葉世源 蘇冠霖 杜汶卿 黃敬倫 蘇政嘉 葉靜儀 蘇玟翰 杜承耘 杜承翰 黃嘉偉   | 8.68      |          | 4    | 混合組 | 龍獅運動 | 10月19日 |
| 25  | 基隆市 | 混合組龍獅運動舞龍規定套路 | 林郁卿 林汶駿 林少均 林涵馥 陳文華 林汶憶 陳育承 張日豪 張俊緯 林玉萱 鄭博瑋 王天慶 詹志偉 陳凱雲 榎木利誠 徐心緹 | 8.63      |          | 5    | 混合組 | 龍獅運動 | 10月19日 |
| 26  | 臺中市 | 混合組龍獅運動舞龍規定套路 | 巫宗彥 林昱成 劉建志 張祐齊 許晨暘 薛建程 阮敬翔 洪宇哲 張洹維 江品融 黃翔榆 吳翊琳 程冠仁 蘇聖翔 巫菲菲          | 8.56      |          | 6    | 混合組 | 龍獅運動 | 10月19日 |
| 27  | 新北市 | 混合組龍獅運動舞龍規定套路 | 廖珮瑜 余巧梅 顏聖芬 陳定灝 陳奕勳 陳柏廷 李冠融 林柏緯 簡翌守 林煜恒 洪詠翔 吳冠樺 譚宇皓 陳竑志 余學婷 劉毓晴   | 7.82      |          | 7    | 混合組 | 龍獅運動 | 10月19日 |
| 28  | 基隆市 | 混合組龍獅運動北獅競速賽   | 鄭博瑋 張日豪 王天慶 詹志偉 林少均 陳育承 張俊緯 林汶駿 陳文華 林汶憶                                             | 00:49.79  |          | 1    | 混合組 | 龍獅運動 | 10月19日 |
| 29  | 桃園市 | 混合組龍獅運動北獅競速賽   | 洪荐軒 黃宇頡 陳子尉 林泓溢 莊羽潼 劉字蕙 謝旻帆 莊承勳 蕭聖翰 鄭仲傑                                             | 01:00.79  |          | 2    | 混合組 | 龍獅運動 | 10月19日 |
| 30  | 臺北市 | 混合組龍獅運動北獅競速賽   | 江呈孺 王昇郁 陳鑫營 卓順瑜 蕭彥柏 黃建智 蔡宗晉 張鴻達 劉俊佑 謝金舟                                             | 01:03.14  |          | 3    | 混合組 | 龍獅運動 | 10月19日 |
| 31  | 彰化縣 | 混合組龍獅運動北獅競速賽   | 洪建翟 董辰鴻 巫佐益 黃君祐 卓宏儒 黃冠霖 許晉承 林駿諺 蕭嘉佑 洪仁芳                                             | 01:08.87  |          | 4    | 混合組 | 龍獅運動 | 10月19日 |
| 32  | 臺中市 | 混合組龍獅運動北獅競速賽   | 阮敬翔 陳凱昡 吳翊甄 林俊憲 梁文愷 陳孟潔 王瑋綾 林昱成 曾展霆 洪廷瑋                                             | 01:09.99  |          | 5    | 混合組 | 龍獅運動 | 10月19日 |
| 33  | 臺北市 | 混合組龍獅運動臺灣獅       | 張高生 楊志賢 劉崴岳 劉彥俊 劉彥佑 林均亮 傅峻杰 洪于婷 吳巧玲 李承浩                                             | 8.93      |          | 1    | 混合組 | 龍獅運動 | 10月19日 |
| 34  | 新竹市 | 混合組龍獅運動臺灣獅       | 莫華馨 詹易宸 陳宥妮 張乃元 郭文晟 黃銥玲 彭婷瑄 陳采岑 吳宇威 施浩睿                                             | 8.83      |          | 2    | 混合組 | 龍獅運動 | 10月19日 |
| 35  | 嘉義縣 | 混合組龍獅運動臺灣獅       | 蔡宗甫 何釧瑀 劉芷昀 許閎哲 陳柏翰 葉兆翔 劉至相 王喻藝 王喻賢                                                    | 8.75      |          | 3    | 混合組 | 龍獅運動 | 10月19日 |
| 36  | 基隆市 | 混合組龍獅運動臺灣獅       | 林玉萱 廖晟恩 陳文華 林涵馥 林汶憶 陳育承 張俊緯 詹志偉 林汶駿 林郁卿                                             | 8.55      |          | 4    | 混合組 | 龍獅運動 | 10月19日 |
| 37  | 臺中市 | 混合組龍獅運動臺灣獅       | 巫宗彥 林昱成 林俊憲 羅兆渝 曾展霆 巫菲菲 洪廷瑋 張倢晞 陳凱昡 阮敬翔                                             | 8.47      |          | 5    | 混合組 | 龍獅運動 | 10月19日 |
| 38  | 宜蘭縣 | 混合組龍獅運動臺灣獅       | 林家佑 賴昱延 蕭宇翔 池尚鴻 陳思潔 林宸宇 黃民輝 林佳諺 李佳姍 李佳菱                                             | 8.38      |          | 6    | 混合組 | 龍獅運動 | 10月19日 |
| 39  | 桃園市 | 混合組龍獅運動臺灣獅       | 顏宗麒 鍾明春 丁泰瑜 蘇維宸 蘇維珉 徐列億 沈柏霖 張書姈 溫亞柔 陳勁甫                                             | 8.37      |          | 7    | 混合組 | 龍獅運動 | 10月19日 |
| 40  | 新北市 | 混合組龍獅運動臺灣獅       | 余彥廷 鍾培麟 陳世軒 張凱傑 王建霖 蘇鴻恩 林煒智 魏宇紘 陳嘉銘 高子桓                                             | 8.23      |          | 8    | 混合組 | 龍獅運動 | 10月19日 |
| 41  | 桃園市 | 混合組龍獅運動南獅規定套路 | 莊智穎 陳勁甫 粘瑞狄 廖大偉 詹育儒 方偉丞 黃文翰 鄧元銘 林家進 李昇恩                                             | 9.13      |          | 1    | 混合組 | 龍獅運動 | 10月19日 |
| 42  | 基隆市 | 混合組龍獅運動南獅規定套路 | 林汶駿 林郁卿 林玉萱 林涵馥 林汶憶 陳文華 張俊緯 陳育承 廖晟恩 張日豪                                             | 9.08      |          | 2    | 混合組 | 龍獅運動 | 10月19日 |
| 43  | 臺中市 | 混合組龍獅運動南獅規定套路 | 巫宗彥 巫菲菲 吳翊甄 林俊憲 林昱成 曾展霆 洪廷瑋 張倢晞 陳凱昡 阮敬翔                                             | 8.83      |          | 3    | 混合組 | 龍獅運動 | 10月19日 |
| 44  | 新竹市 | 混合組龍獅運動南獅規定套路 | 許家瑋 田政賢 王振豪 韓鈞堯 王天志 江加國 張桔銨 張瑜新 莊忠憲 邱承堯                                             | 6.43      |          | 4    | 混合組 | 龍獅運動 | 10月19日 |
| 45  | 新北市 | 混合組龍獅運動南獅規定套路 | 潘同軒 張富陽 施郭俊麟 陳睿成 廖皇欣 廖皇瑋 楊承勳 李汶亦 張志聖 林忠澤                                           | 5.56      |          | 5    | 混合組 | 龍獅運動 | 10月19日 |
| 46  | 臺北市 | 混合組龍獅運動北獅自選套路 | 江呈孺 王昇郁 陳鑫營 卓順瑜 蕭彥柏 黃建智 蔡宗晉 張鴻達 劉俊佑 謝金舟                                             | 9.11      |          | 1    | 混合組 | 龍獅運動 | 10月20日 |
| 47  | 桃園市 | 混合組龍獅運動北獅自選套路 | 洪荐軒 黃宇頡 陳子尉 林泓溢 莊羽潼 劉字蕙 謝旻帆 莊承勳 蕭聖翰 鄭仲傑                                             | 8.77      |          | 2    | 混合組 | 龍獅運動 | 10月20日 |
| 48  | 臺中市 | 混合組龍獅運動北獅自選套路 | 阮敬翔 陳凱昡 吳翊甄 林俊憲 梁文愷 陳孟潔 王瑋綾 林昱成 曾展霆 洪廷瑋                                             | 8.71      |          | 3    | 混合組 | 龍獅運動 | 10月20日 |
| 49  | 基隆市 | 混合組龍獅運動北獅自選套路 | 鄭博瑋 張日豪 王天慶 詹志偉 林少均 陳育承 張俊緯 林汶駿 陳文華 林汶憶                                             | 8.50      |          | 4    | 混合組 | 龍獅運動 | 10月20日 |
| 50  | 基隆市 | 混合組龍獅運動南獅障礙賽   | 林汶駿 林郁卿 林玉萱 林涵馥 林汶憶 陳文華 張俊緯 陳育承 廖晟恩 張日豪                                             | 00：31.96 |          | 1    | 混合組 | 龍獅運動 | 10月20日 |
| 51  | 桃園市 | 混合組龍獅運動南獅障礙賽   | 莊智穎 陳勁甫 粘瑞狄 廖大偉 詹育儒 方偉丞 黃文翰 鄧元銘 林家進 李昇恩                                             | 00：32.67 |          | 2    | 混合組 | 龍獅運動 | 10月20日 |
| 52  | 新北市 | 混合組龍獅運動南獅障礙賽   | 潘同軒 張富陽 施郭俊麟 陳睿成 廖皇欣 廖皇瑋 楊承勳 李汶亦 張志聖 林忠澤                                           | 00：43.77 |          | 3    | 混合組 | 龍獅運動 | 10月20日 |
| 53  | 臺北市 | 混合組龍獅運動南獅障礙賽   | 劉彥俊 劉彥佑 楊志賢 葉燦逢 王昇揚 王昇觀 劉崴岳 張高生 王昇郁 徐子翔                                             | 00：44.44 |          | 4    | 混合組 | 龍獅運動 | 10月20日 |
| 54  | 宜蘭縣 | 混合組龍獅運動南獅障礙賽   | 賴昱延 李佳姍 李佳菱 李安平 藍晨恩 陳思潔 林佳諺 楊立新 葉秉龍 張譽騰                                             | 00：54.86 |          | 5    | 混合組 | 龍獅運動 | 10月20日 |
| 55  | 屏東縣 | 混合組龍獅運動南獅障礙賽   | 楊文萍 陳妤庭 邱塏侖 李國蓉 力美柔 力雅芸 劉庭鳳 鍾雅淇 潘盛凱 林宥臣                                             | 00：56.26 |          | 6    | 混合組 | 龍獅運動 | 10月20日 |
| 56  | 金門縣 | 混合組龍獅運動南獅障礙賽   | 林柏澔 林鈺軒 林昱宸 方釋陽 鄭易鈞 蘇郁晴 洪振翔 楊德城 吳奕陞 林瑋奕                                             | 01：01.82 |          | 7    | 混合組 | 龍獅運動 | 10月20日 |
| 57  | 高雄市 | 混合組龍獅運動南獅障礙賽   | 王致芬 裴醒舞 謝晋華 林裕凱 李文凱 李霈汝 陳珝洧 林聖民 阮伯儒 尤科貴                                             | 01：03.31 |          | 8    | 混合組 | 龍獅運動 | 10月20日 |
| 58  | 桃園市 | 混合組龍獅運動南獅傳統賽   | 莊智穎 陳勁甫 粘瑞狄 廖大偉 詹育儒 方偉丞 黃文翰 鄧元銘 林家進 李昇恩                                             | 9.08      |          | 1    | 混合組 | 龍獅運動 | 10月20日 |
| 59  | 臺中市 | 混合組龍獅運動南獅傳統賽   | 巫宗彥 巫菲菲 吳翊甄 林俊憲 林昱成 曾展霆 洪廷瑋 張倢晞 陳凱昡 阮敬翔                                             | 9.01      |          | 2    | 混合組 | 龍獅運動 | 10月20日 |
| 60  | 基隆市 | 混合組龍獅運動南獅傳統賽   | 林汶駿 林郁卿 林玉萱 林涵馥 林汶憶 陳文華 張俊緯 陳育承 廖晟恩 張日豪                                             | 8.86      | 出界兩次 | 3    | 混合組 | 龍獅運動 | 10月20日 |
| 61  | 高雄市 | 混合組龍獅運動南獅傳統賽   | 王致芬 裴醒舞 謝晋華 林裕凱 李文凱 李霈汝 陳珝洧 林聖民 阮伯儒 尤科貴                                             | 8.84      |          | 4    | 混合組 | 龍獅運動 | 10月20日 |
| 62  | 彰化縣 | 混合組龍獅運動南獅傳統賽   | 陳冠霖 陳柏瑋 曾開鴻 林靜沅 洪若馨 洪仁芳 巫佐益 洪志昆 洪建翟 董辰鴻                                             | 8.82      |          | 5    | 混合組 | 龍獅運動 | 10月20日 |
| 63  | 南投縣 | 混合組龍獅運動南獅傳統賽   | 邱睿豪 邱浩淵 邱浩忠 溫邦和 朱廷皓 朱廷迪 吳彬鉦 洪安柔 陳孟琳 白詒安                                             | 8.72      |          | 6    | 混合組 | 龍獅運動 | 10月20日 |
| 64  | 臺北市 | 混合組龍獅運動南獅傳統賽   | 劉彥俊 劉彥佑 楊志賢 葉燦逢 王昇揚 王昇觀 劉崴岳 張高生 王昇郁 徐子翔                                             | 8.72      |          | 7    | 混合組 | 龍獅運動 | 10月20日 |
| 65  | 宜蘭縣 | 混合組龍獅運動南獅傳統賽   | 賴昱延 李佳姍 李佳菱 李安平 藍晨恩 陳思潔 林佳諺 楊立新 葉秉龍 張譽騰                                             | 8.61      |          | 8    | 混合組 | 龍獅運動 | 10月20日 |
| 66  | 彰化縣 | 混合組龍獅運動舞龍夜光龍   | 洪仁芳 洪建翟 董辰鴻 洪志昆 吳明修 林柏諭 陳振源 林建合 巫佐益 洪宏明 林靜沅 黃君祐 陳鼎翰 陳勝澤 謝彥凱 許瑋麟   | 9.18      |          | 1    | 混合組 | 龍獅運動 | 10月20日 |
| 67  | 桃園市 | 混合組龍獅運動舞龍夜光龍   | 吳鎮玗 蕭聖翰 洪荐軒 鄭仲傑 許家偉 劉字蕙 莊承勳 李少恩 謝旻帆 詹沛涵 劉竣豪 李唯琪 黎德志 李子瑋 黃宇頡 林泓溢   | 9.11      |          | 2    | 混合組 | 龍獅運動 | 10月20日 |
| 68  | 苗栗縣 | 混合組龍獅運動舞龍夜光龍   | 徐立昇 梁柏鈞 胡秉盛 吳燕宗 宋瑋廷 詹偉廷 王彥惟 王美珍 胡鎮銘 劉凱文 李易奇 謝孟家 詹秉岳 詹冠哲 徐子軒 林祐成   | 8.60      |          | 3    | 混合組 | 龍獅運動 | 10月20日 |
| 69  | 臺中市 | 混合組龍獅運動舞龍夜光龍   | 巫宗彥 林昱成 劉建志 張祐齊 許晨暘 薛建程 阮敬翔 洪宇哲 林俊憲 張洹維 江品融 黃翔榆 吳翊琳 程冠仁 蘇聖翔 巫菲菲   | 8.59      |          | 4    | 混合組 | 龍獅運動 | 10月20日 |
| 70  | 南投縣 | 混合組龍獅運動舞龍夜光龍   | 林祐芯 白祐安 簡千莉 洪瑋佑 黃鴻哲 吳彬鉦 白杰恩 林耘輝 張聖煌 林宥安 蔡瀚陞 高晨軒 林祐琮 張心雅 王晶瑩 劉承嘉   | 8.48      |          | 5    | 混合組 | 龍獅運動 | 10月20日 |
| 71  | 基隆市 | 混合組龍獅運動南獅競速賽   | 林汶駿 林郁卿 林玉萱 林涵馥 林汶憶 陳文華 張俊緯 陳育承 廖晟恩 張日豪                                             | 00：24.84 |          | 1    | 混合組 | 龍獅運動 | 10月21日 |
| 72  | 臺中市 | 混合組龍獅運動南獅競速賽   | 巫宗彥 巫菲菲 吳翊甄 林俊憲 林昱成 曾展霆 洪廷瑋 張倢晞 陳凱昡 阮敬翔                                             | 00：29.72 |          | 2    | 混合組 | 龍獅運動 | 10月21日 |
| 73  | 彰化縣 | 混合組龍獅運動南獅競速賽   | 陳冠霖 陳柏瑋 曾開鴻 林靜沅 洪若馨 洪仁芳 巫佐益 洪志昆 洪建翟 董辰鴻                                             | 00：37.34 |          | 3    | 混合組 | 龍獅運動 | 10月21日 |
| 74  | 宜蘭縣 | 混合組龍獅運動南獅競速賽   | 賴昱延 李佳姍 李佳菱 李安平 藍晨恩 陳思潔 林佳諺 楊立新 葉秉龍 張譽騰                                             | 00：40.61 |          | 4    | 混合組 | 龍獅運動 | 10月21日 |
| 75  | 桃園市 | 混合組龍獅運動南獅競速賽   | 莊智穎 陳勁甫 粘瑞狄 廖大偉 詹育儒 方偉丞 黃文翰 鄧元銘 林家進 李昇恩                                             | 00：40.71 |          | 5    | 混合組 | 龍獅運動 | 10月21日 |
| 76  | 新竹市 | 混合組龍獅運動南獅競速賽   | 許家瑋 田政賢 王振豪 韓鈞堯 王天志 江加國 張桔銨 張瑜新 莊忠憲 邱承堯                                             | 00：41.10 |          | 6    | 混合組 | 龍獅運動 | 10月21日 |
| 77  | 臺北市 | 混合組龍獅運動南獅競速賽   | 劉彥俊 劉彥佑 楊志賢 葉燦逢 王昇揚 王昇觀 劉崴岳 張高生 王昇郁 徐子翔                                             | 00：54.33 |          | 7    | 混合組 | 龍獅運動 | 10月21日 |
| 78  | 高雄市 | 混合組龍獅運動南獅競速賽   | 王致芬 裴醒舞 謝晋華 林裕凱 李文凱 李霈汝 陳珝洧 林聖民 阮伯儒 尤科貴                                             | 01：00.78 |          | 8    | 混合組 | 龍獅運動 | 10月21日 |
| 79  | 臺北市 | 混合組龍獅運動北獅障礙賽   | 江呈孺 王昇郁 陳鑫營 卓順瑜 蕭彥柏 黃建智 蔡宗晉 張鴻達 劉俊佑 謝金舟                                             | 01：44.47 |          | 1    | 混合組 | 龍獅運動 | 10月21日 |
| 80  | 臺中市 | 混合組龍獅運動北獅障礙賽   | 阮敬翔 陳凱昡 吳翊甄 林俊憲 梁文愷 陳孟潔 王瑋綾 林昱成 曾展霆 洪廷瑋                                             | 01：46.10 |          | 2    | 混合組 | 龍獅運動 | 10月21日 |
| 81  | 桃園市 | 混合組龍獅運動北獅障礙賽   | 洪荐軒 黃宇頡 陳子尉 林泓溢 莊羽潼 劉字蕙 謝旻帆 莊承勳 蕭聖翰 鄭仲傑                                             | 01：47.50 |          | 3    | 混合組 | 龍獅運動 | 10月21日 |
| 82  | 基隆市 | 混合組龍獅運動北獅障礙賽   | 鄭博瑋 張日豪 王天慶 詹志偉 林少均 陳育承 張俊緯 林汶駿 陳文華 林汶憶                                             | 01：55.33 |          | 4    | 混合組 | 龍獅運動 | 10月21日 |
| 83  | 新北市 | 混合組龍獅運動北獅障礙賽   | 黃純淳 廖柏勛 李汶亦 廖皇瑋 廖皇欣 林忠澤 楊承翰 陳睿成 吳文傑 廖晉鞍                                             | 02：05.52 |          | 5    | 混合組 | 龍獅運動 | 10月21日 |
| 84  | 彰化縣 | 混合組龍獅運動舞龍自選套路 | 洪仁芳 洪建翟 董辰鴻 洪志昆 吳明修 林柏諭 陳振源 林建合 巫佐益 洪宏明 林靜沅 黃君祐 陳鼎翰 陳勝澤 謝彥凱 許瑋麟   | 9.20      |          | 1    | 混合組 | 龍獅運動 | 10月21日 |
| 85  | 臺南市 | 混合組龍獅運動舞龍自選套路 | 黃嘉緯 林輊桀 許臣博 高松祺 林立晨 陳冠廷 葉世源 蘇冠霖 杜汶卿 黃敬倫 蘇政嘉 葉靜儀 蘇玟翰 杜承耘 杜承翰 黃嘉偉   | 8.98      |          | 2    | 混合組 | 龍獅運動 | 10月21日 |
| 86  | 桃園市 | 混合組龍獅運動舞龍自選套路 | 吳鎮玗 蕭聖翰 洪荐軒 鄭仲傑 許家偉 劉字蕙 莊承勳 李少恩 謝旻帆 詹沛涵 劉竣豪 李唯琪 黎德志 李子瑋 黃宇頡 林泓溢   | 8.77      |          | 3    | 混合組 | 龍獅運動 | 10月21日 |
| 87  | 苗栗縣 | 混合組龍獅運動舞龍自選套路 | 徐立昇 梁柏鈞 胡秉盛 吳燕宗 宋瑋廷 詹偉廷 王彥惟 王美珍 胡鎮銘 劉凱文 李易奇 謝孟家 詹秉岳 詹冠哲 徐子軒 林祐成   | 8.71      |          | 4    | 混合組 | 龍獅運動 | 10月21日 |
| 88  | 臺中市 | 混合組龍獅運動舞龍自選套路 | 巫宗彥 林昱成 劉建志 張祐齊 許晨暘 薛建程 阮敬翔 洪宇哲 林俊憲 張洹維 江品融 黃翔榆 吳翊琳 程冠仁 蘇聖翔 巫菲菲   | 8.69      |          | 5    | 混合組 | 龍獅運動 | 10月21日 |
| 89  | 南投縣 | 混合組龍獅運動舞龍自選套路 | 林祐芯 白祐安 簡千莉 洪瑋佑 黃鴻哲 吳彬鉦 白杰恩 林耘輝 張聖煌 林宥安 蔡瀚陞 高晨軒 林祐琮 張心雅 王晶瑩 劉承嘉   | 8.33      |          | 6    | 混合組 | 龍獅運動 | 10月21日 |
| 90  | 新北市 | 混合組龍獅運動舞龍自選套路 | 廖珮瑜 余巧梅 顏聖芬 陳定灝 陳奕勳 陳柏廷 李冠融 林柏緯 簡翌守 林煜恒 洪詠翔 吳冠樺 譚宇皓 陳竑志 余學婷 劉毓晴   | 7.99      |          | 7    | 混合組 | 龍獅運動 | 10月21日 |
| 91  | 新竹市 | 混合組龍獅運動南獅自選套路 | 許家瑋 田政賢 王振豪 韓鈞堯 王天志 江加國 張桔銨 張瑜新 莊忠憲 邱承堯                                             | 9.19      |          | 1    | 混合組 | 龍獅運動 | 10月21日 |
| 92  | 基隆市 | 混合組龍獅運動南獅自選套路 | 林汶駿 林郁卿 林玉萱 林涵馥 林汶憶 陳文華 張俊緯 陳育承 廖晟恩 張日豪                                             | 9.16      |          | 2    | 混合組 | 龍獅運動 | 10月21日 |
| 93  | 新北市 | 混合組龍獅運動南獅自選套路 | 潘同軒 張富陽 施郭俊麟 陳睿成 廖皇欣 廖皇瑋 楊承勳 李汶亦 張志聖 林忠澤                                           | 8.55      |          | 3    | 混合組 | 龍獅運動 | 10月21日 |
| 94  | 桃園市 | 混合組龍獅運動南獅自選套路 | 莊智穎 陳勁甫 粘瑞狄 廖大偉 詹育儒 方偉丞 黃文翰 鄧元銘 林家進 李昇恩                                             | 8.28      |          | 4    | 混合組 | 龍獅運動 | 10月21日 |
| 95  | 臺中市 | 混合組龍獅運動南獅自選套路 | 巫宗彥 巫菲菲 吳翊甄 林俊憲 林昱成 曾展霆 洪廷瑋 張倢晞 陳凱昡 阮敬翔                                             | 8.02      |          | 5    | 混合組 | 龍獅運動 | 10月21日 |
| 96  | 臺南市 | 混合組龍獅運動舞龍障礙賽   | 黃嘉緯 林輊桀 許臣博 高松祺 林立晨 陳冠廷 葉世源 蘇冠霖 杜汶卿 黃敬倫 蘇政嘉 葉靜儀 蘇玟翰 杜承耘 杜承翰 黃嘉偉   | 01：17.43 |          | 1    | 混合組 | 龍獅運動 | 10月22日 |
| 97  | 彰化縣 | 混合組龍獅運動舞龍障礙賽   | 洪仁芳 洪建翟 董辰鴻 洪志昆 吳明修 林柏諭 陳振源 林建合 巫佐益 洪宏明 林靜沅 黃君祐 陳鼎翰 陳勝澤 謝彥凱 許瑋麟   | 01：26.77 |          | 2    | 混合組 | 龍獅運動 | 10月22日 |
| 98  | 臺中市 | 混合組龍獅運動舞龍障礙賽   | 巫宗彥 林昱成 劉建志 張祐齊 許晨暘 薛建程 阮敬翔 洪宇哲 林俊憲 張洹維 江品融 黃翔榆 吳翊琳 程冠仁 蘇聖翔 巫菲菲   | 01：33.89 |          | 3    | 混合組 | 龍獅運動 | 10月22日 |
| 99  | 苗栗縣 | 混合組龍獅運動舞龍障礙賽   | 徐立昇 梁柏鈞 胡秉盛 吳燕宗 宋瑋廷 詹偉廷 王彥惟 王美珍 胡鎮銘 劉凱文 李易奇 謝孟家 詹秉岳 詹冠哲 徐子軒 林祐成   | 01：35.66 |          | 4    | 混合組 | 龍獅運動 | 10月22日 |
| 100 | 基隆市 | 混合組龍獅運動舞龍障礙賽   | 林郁卿 林汶駿 林少均 林涵馥 陳文華 林汶憶 陳育承 張日豪 張俊緯 林玉萱 鄭博瑋 王天慶 詹志偉 陳凱雲 榎木利誠 徐心緹 | 01：43.45 |          | 5    | 混合組 | 龍獅運動 | 10月22日 |
| 101 | 新北市 | 混合組龍獅運動舞龍障礙賽   | 廖珮瑜 余巧梅 顏聖芬 陳定灝 陳奕勳 陳柏廷 李冠融 林柏緯 簡翌守 林煜恒 洪詠翔 吳冠樺 譚宇皓 陳竑志 余學婷 劉毓晴   | 01：52.70 |          | 6    | 混合組 | 龍獅運動 | 10月22日 |
| 102 | 南投縣 | 混合組龍獅運動舞龍障礙賽   | 林祐芯 白祐安 簡千莉 洪瑋佑 黃鴻哲 吳彬鉦 白杰恩 林耘輝 張聖煌 林宥安 蔡瀚陞 高晨軒 林祐琮 張心雅 王晶瑩 劉承嘉   | 02：15.71 |          | 7    | 混合組 | 龍獅運動 | 10月22日 |
| 103 | 宜蘭縣 | 混合組龍獅運動舞龍障礙賽   | 賴昱延 嚴郁涵 李佳姍 李佳菱 藍晨恩 陳思潔 陳宥宏 池尚鴻 林宸宇 黃民輝 蕭宇翔 葉秉龍 楊立新 李安平 張譽騰 林家佑   | 03：35.45 |          | 8    | 混合組 | 龍獅運動 | 10月22日 |

(成績結果以中華民國109年全民運動會大會公佈為主，本成績僅供參考)

### 官方資料
1. 1 2 3  （繁體中文） (PDF). 109年全民運動會籌備處.   [2021-02-14]. （原始内容存档 (PDF)于2020-10-27）.
2. ↑  （繁體中文）.   [2020-10-24]. （原始内容存档于2020-10-28）.
3. ↑  （繁體中文）. 2020-10-18  [2020-10-18]. （原始内容存档于2020-10-27）.
4. ↑  （繁體中文）. 2020-10-18  [2020-10-18]. （原始内容存档于2020-10-27）.
5. ↑  （繁體中文）. 2020-10-18  [2020-10-18]. （原始内容存档于2020-10-26）.
6. ↑  （繁體中文）. 2020-10-19  [2020-10-19]. （原始内容存档于2020-10-27）.
7. ↑  （繁體中文）. 2020-10-19  [2020-10-19]. （原始内容存档于2020-10-27）.
8. ↑  （繁體中文）. 2020-10-19  [2020-10-19]. （原始内容存档于2020-10-26）.
9. ↑  （繁體中文）. 2020-10-19  [2020-10-19]. （原始内容存档于2020-10-27）.
10. ↑  （繁體中文）. 2020-10-20  [2020-10-20]. （原始内容存档于2020-10-27）.
11. ↑  （繁體中文）. 2020-10-20  [2020-10-20]. （原始内容存档于2020-10-26）.
12. ↑  （繁體中文）. 2020-10-20  [2020-10-20]. （原始内容存档于2020-10-27）.
13. ↑  （繁體中文）. 2020-10-20  [2020-10-20]. （原始内容存档于2020-10-27）.
14. ↑  （繁體中文）. 2020-10-21  [2020-10-21]. （原始内容存档于2020-10-26）.
15. ↑  （繁體中文）. 2020-10-21  [2020-10-21]. （原始内容存档于2020-10-26）.
16. ↑  （繁體中文）. 2020-10-21  [2020-10-21]. （原始内容存档于2020-10-26）.
17. ↑  （繁體中文）. 2020-10-21  [2020-10-21]. （原始内容存档于2020-10-30）.
18. ↑  （繁體中文）. 2020-10-22  [2020-10-22]. （原始内容存档于2020-10-27）.

### 新聞報導
1. ↑  . 109年全民運動會. 2020-10-16  [2020-10-16]. （原始内容存档于2020-10-24）.

## 外部連結
- （繁體中文）109年全民運動會官方網站 （页面存档备份，存于）